# Pseudocorticium jarrei
Pseudocorticium jarrei är en svampdjursart som beskrevs av Boury-Esnault, Muricy, Gallissian och Jean Vacelet 1995. Pseudocorticium jarrei ingår i släktet Pseudocorticium och familjen Plakinidae. Inga underarter finns listade i Catalogue of Life.